# Critique littéraire
 (mars 2022).
 (juin 2016).

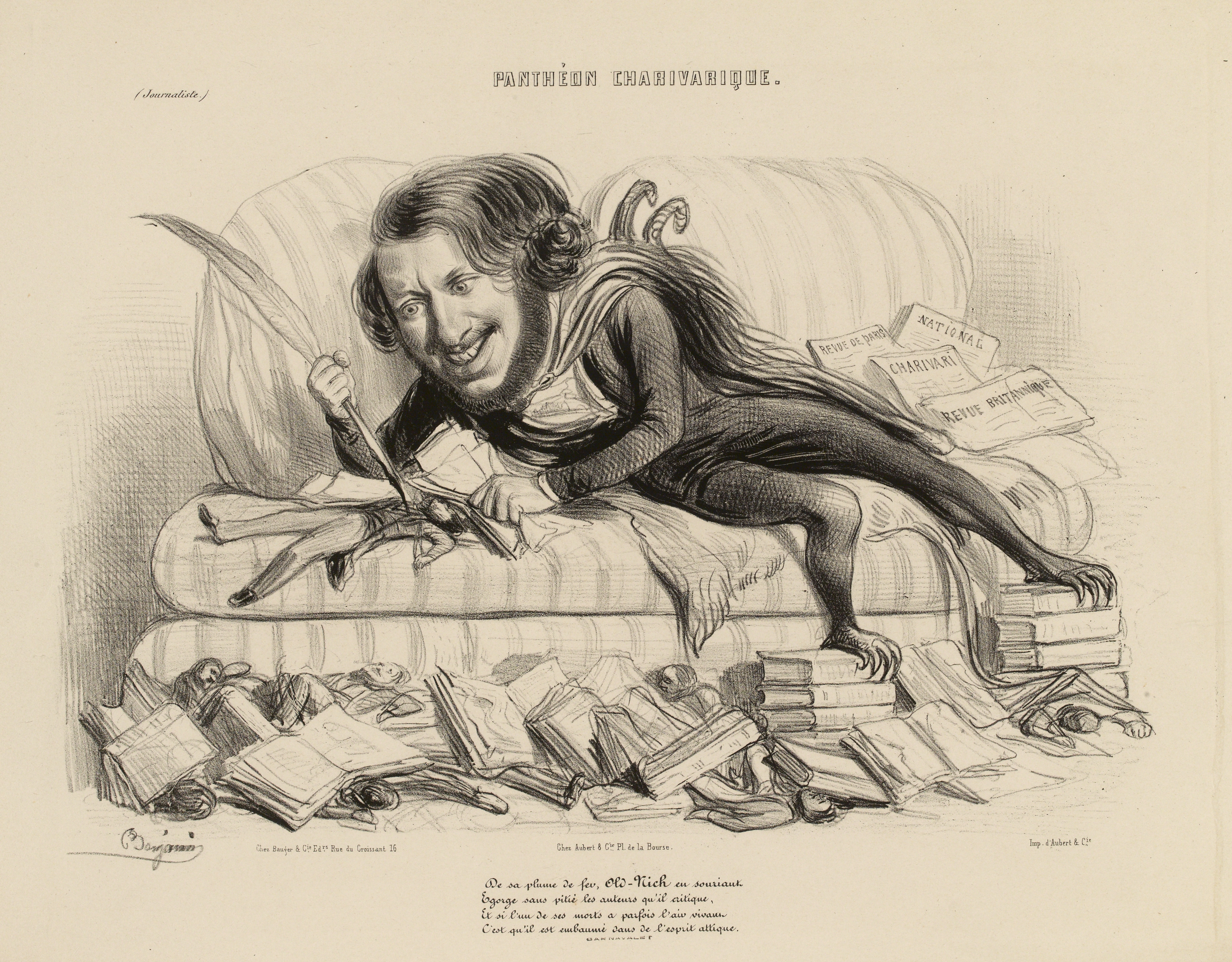
Caricature de Benjamin Roubaud, vers 1842 : Old Nick égorge sans pitié les auteurs qu'il critique.

La critique littéraire est l'étude, la discussion, l'évaluation et l'interprétation de la littérature. Elle peut prendre la forme d'un discours théorique s'appuyant sur la théorie de la littérature ou bien d'un discours plus circonstancié, de présentation ou de compte rendu d'une œuvre littéraire (souvent sous une forme journalistique lors de sa parution). Ces deux acceptions ne sont pas diamétralement opposées bien que la seconde se distingue par le jugement qu'elle porte sur les œuvres étudiées.

## Histoire
Aristote passe pour l’initiateur de la critique littéraire, selon le Discours LIII de Dion de Pruse. L'académicien Félicien Marceau considère que le pastiche est la forme supérieure de la critique littéraire, ce qui peut parfaitement se concevoir si l'on pense à la notion d'imitation chère aux anciens[réf. souhaitée].
Au XIXe siècle, Charles-Augustin Sainte-Beuve invente la critique littéraire contemporaine qui inspire directement l'empirisme organisateur de Charles Maurras. Mais au début du XXe siècle, Marcel Proust conteste la légitimité de l'intentionnisme de l'auteur.
Dans les années 1950, le théoricien heideggerien de la littérature, Beda Allemann, souhaite « détruire même les implications philosophiques qui constituent explicitement ou non le fondement du travail de la critique littéraire ».
Dans les années 1960, le mouvement structuraliste de la « nouvelle critique » se développe autour des figures de Gérard Genette et Roland Barthes, pour qui la critique littéraire, par l'étude théorique des formes littéraires, se fait elle-même littérature.

## Citations
- « La critique est pour l’artiste ce qu’est une mouche pour le cheval de course. Elle le pique mais ne l’arrête pas. » (Voltaire)[4].
- « Je ne fais pas grand cas, pour moi, de la critique. / Toute mouche qu’elle est, c’est rare qu’elle pique. » (Musset)[5].
- « Plus une œuvre est bonne, plus elle attire la critique. C’est comme les puces qui se précipitent sur le linge blanc. » (Flaubert)[6].

### Ouvrages généraux
: Cet article est en partie tiré de ces sources :
- Pierre Pellegrin (dir.) (trad. du grec ancien), Aristote : Œuvres complètes, Paris, Éditions Flammarion, 2014, 2923 p. (ISBN 978-2-08-127316-0)
- Bruno Vercier, Anne Maurel, La Critique, Hachette Éducations, 1994.
- Gérard Gengembre, Les grands courants de la critique littéraire, Seuil, 1996.
- Michel Jarrety, La critique littéraire française du XXe siècle, PUF, coll. « Que sais-je ? », Paris, 1998.
- Vincent Engel, Histoire de la critique littéraire des XIXe et XXe siècles, essai, Academia-Bruylant, Louvain-la-Neuve, 1998 (dir.).
- Élisabeth Ravoux-Rallo, Méthodes de critique littéraire, Armand Colin, 1999.
- Pierre Brunel, La critique littéraire, PUF, coll. « Que sais-je ? », Paris, 2001.
- Jean-Thomas Nordmann, La critique littéraire française du XIXe siècle (1800-1914), Le Livre de poche, Paris, 2001.
- Fabrice Thumerel, La critique littéraire, Armand Colin, 2002.
- Pierre V. Zima, Critique littéraire et esthétique : Les fondements esthétiques des théories de la littérature, L'Harmattan, 2004.
- Jean-Yves Tadié, La critique littéraire au XXe siècle, Pocket, Paris, 2005.
- Jean-Louis Cabanès, Guy Larroux, Critique et théorie littéraires en France (1800-2000), Belin, 2005.
- Jérôme Roger, La critique littéraire, Armand Colin, 2007.
- Laurent Dubreuil, L'état critique de la littérature, Hermann, coll. « Savoirs: Lettres », Paris, 2009.
- Richard Shusterman, L'objet de la critique littéraire, Questions théoriques, 2009.
- Tania Collani et Peter Schnyder, Critique littéraire et littérature européenne : textes issu du colloque international, Mulhouse, 2008, Orizons, coll. « Institut de recherches en langues et littératures européennes », Paris, 2010.
- Joëlle Gardes-Tamine et Marie-Claude Hubert, Dictionnaire de critique littéraire, Armand Colin, coll. « Dictionnaire », Paris, 4e édition 2011.

### Revues
- Lucien Guissard, « Mon métier : critique littéraire », Presse Actualité, n° 43, janvier 1960
- « Sainte-Beuve ou l'invention de la critique », Romantisme, no 109, 2000  [lire en ligne]
- Lise Gauvin (dir.), « Les écrivains‑critiques : des agents doubles ? », Études françaises, vol. 33, no 1,‎ printemps 1997, p. 3-193 (lire en ligne)
- « La critique littéraire », Études littéraires, vol. 30, no 3, 1998 [lire en ligne]